# Casals
Casals es una entidad de población española del municipio de Seriñá, perteneciente a la provincia de Gerona, en la comunidad autónoma de Cataluña. En 2022, tenía empadronados 31 habitantes.